# The Last Stand (Boot Camp Clik)
The Last Stand è il terzo album del gruppo hip hop statunitense Boot Camp Clik, pubblicato nel 2006. Alle produzioni i particolarmente apprezzati 9th Wonder, Large Professor, Pete Rock, Marco Polo e Da Beatminerz.
| Recensione | Giudizio |
| ---------- | -------- |
| AllMusic   | positivo |
| HipHopDX   | [ 2 ]    |
| RapReviews | [ 3 ]    |

## Tracce
| #  | Name                                | Producer(s)            | Time |
| -- | ----------------------------------- | ---------------------- | ---- |
| 1  | "Here We Come"                      | 9th Wonder             | 4:33 |
| 2  | "Let's Go"                          | Illmind                | 4:04 |
| 3  | "Yeah"                              | Marco Polo             | 4:41 |
| 4  | "Hate All You Want"                 | Marco Polo             | 3:17 |
| 5  | "Don't You Cross The Line"          | SIC Beats              | 4:56 |
| 6  | "1-2-3"                             | Pete Rock              | 4:05 |
| 7  | "Take A Look (In The Mirror)"       | 9th Wonder             | 4:01 |
| 8  | "He Gave His Life"                  | Marco Polo             | 5:13 |
| 9  | "Trading Places"                    | Ken Ring & Rune Rotter | 3:30 |
| 10 | "...But Tha Game Iz Still Tha Same" | Da Beatminerz          | 3:45 |
| 11 | "So Focused"                        | 9th Wonder             | 4:18 |
| 12 | "Everybody Knows Now"               | Coptic                 | 4:26 |
| 13 | "World Wide"                        | Large Professor        | 4:30 |
| 14 | "Soul Jah"                          | Mr. Attic              | 4:54 |

## Classifiche
| Classifica (2006)         | Posizione massima |
| ------------------------- | ----------------- |
| US Independent Albums     | 20                |
| US Top R&B/Hip-Hop Albums | 48                |